# Carnicães
Carnicães ist ein Ort und eine ehemalige Gemeinde (Freguesia) im portugiesischen Kreis Trancoso. Die Gemeinde hatte 153 Einwohner (Stand 30. Juni 2011).
Am 29. September 2013 wurden die Gemeinden Carnicães und Vilares zur neuen Gemeinde União das Freguesias de Vilares e Carnicães zusammengeschlossen.